# Serie A 1959 (hockey su pista)
La Serie A 1959 è stata la 36ª edizione (la 10ª a girone unico), del torneo di primo livello del campionato italiano di hockey su pista. La competizione ha avuto inizio il 28 maggio e si è conclusa il 26 settembre 1959.
Lo scudetto è stato conquistato dal Novara per la dodicesima volta nella sua storia, la seconda consecutivamente.

## Stagione

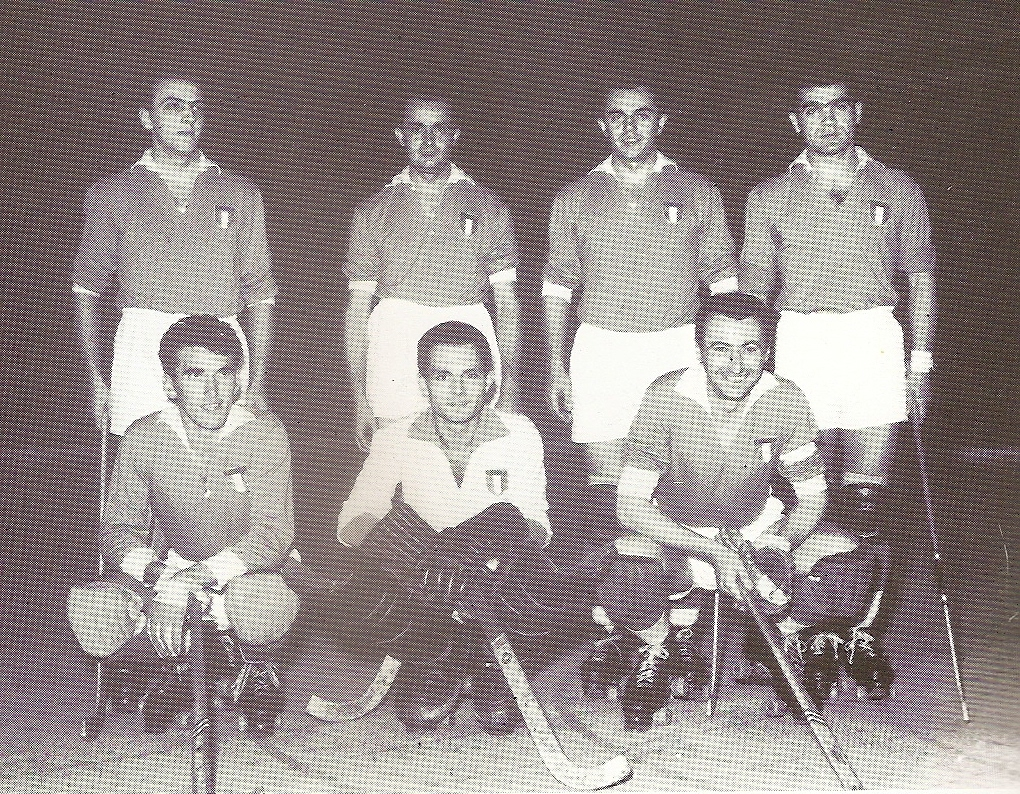
L'Hockey Novara campione d'Italia 1959. In piedi (da sinistra) Zaffinetti, Monfrinotti, Cerrina, Panagini; accosciati (da sinistra) Aina, Sacchi, Nanotti.

### Novità
Nel 1959 la Serie A vide ai nastri di partenza dieci club. Al torneo parteciparono: Amatori Modena, DLF Trieste, Lazio, Marzotto Valdagno, Monza, Novara, Pirelli, Triestina e le neopromosse CRDA Monfalcone e Amatori Novara.

### Formula
La formula del campionato fu la stessa della stagione precedente; la manifestazione fu organizzata con un girone all'italiana, con gare di andata e ritorno per un totale di 18 giornate: erano assegnati 2 punti per l'incontro vinto e un punto a testa per l'incontro pareggiato, mentre non ne era attribuito alcuno per la sconfitta. Al termine del campionato la prima squadra classificata venne proclamata campione d'Italia mentre la nona e la decima classificata retrocedettero in Serie B.

### Avvenimenti
Il campionato iniziò il 28 maggio 1959. Il Monza alla quinta giornata si portò in testa alla classifica seguito dal Novara e dalla Triestina. I brianzoli arrivarono ad avere alla dodicesima giornata ben quattro punti di vantaggio sui piemontesi e sembravano avviati a vincere il titolo. Gli azzurri però non si arresero e nelle ultima quattro giornate recuperarono lo svantaggio grazie alla flessione del Monza che incappò in due sconfitte consecutive seguite da un pareggio; il Novara si laureò così per la dodicesima volta nella sua storia campione d'Italia, la seconda consecutiva. Ferruccio Panagini del Novara segnando 58 reti vinse per la sesta ed ultima volta la classifica dei cannonieri.

## Squadre partecipanti
| Club              | Stag.    | Città           | Impianto                  | Stagione precedente              |
| ----------------- | -------- | --------------- | ------------------------- | -------------------------------- |
| Amatori Modena    | dettagli | Modena          | Pista del Rifugio Verde   | 3º in Serie A                    |
| Amatori Novara    | dettagli | Novara          | Pista in viale Buonarroti | 2º in Serie B, promosso          |
| CRDA Monfalcone   | n.d.     | Monfalcone (GO) | ?                         | 1º in Serie B, promosso          |
| DLF Trieste       | dettagli | Trieste         | Pista di Viale Miramare   | 7º in Serie A                    |
| Lazio             | n.d.     | Roma            | ?                         | 6º in Serie A                    |
| Marzotto Valdagno | dettagli | Valdagno (VI)   | Pista Cavalchina          | 4º in Serie A                    |
| Monza             | dettagli | Monza (MI)      | Pista di via Boccaccio    | 2º in Serie A                    |
| Novara            | dettagli | Novara          | Pista in viale Buonarroti | 1º in Serie A, campione d'Italia |
| Pirelli           | n.d.     | Milano          | ?                         | 8º in Serie A                    |
| Triestina         | dettagli | Trieste         | Pista di viale Miramare   | 5º in Serie A                    |

### Allenatori e primatisti
| Squadra           | Allenatore                             | Cannoniere                   |
| ----------------- | -------------------------------------- | ---------------------------- |
| Amatori Modena    |                                        |                              |
| Amatori Novara    |                                        |                              |
| CRDA Monfalcone   |                                        |                              |
| DLF Trieste       |                                        |                              |
| Lazio             |                                        |                              |
| Marzotto Valdagno |                                        |                              |
| Monza             |                                        |                              |
| Novara            | Federico Colombo e Giancarlo Gallarini | Ferruccio Panagini (58 reti) |
| Pirelli           |                                        |                              |
| Triestina         | Mario Cergol                           |                              |

## Classifica finale
|  | Pos. | Squadra              | Pt | G  | V  | N | P  | GF  | GS  | DR  |
|  | ---- | -------------------- | -- | -- | -- | - | -- | --- | --- | --- |
|  | 1.   | Novara               | 30 | 18 | 14 | 2 | 2  | 114 | 49  | +65 |
|  | 2.   | Monza                | 27 | 18 | 12 | 3 | 3  | 122 | 56  | +66 |
|  | 3.   | Amatori Modena       | 24 | 18 | 12 | 0 | 6  | 103 | 69  | +34 |
|  | 4.   | Triestina            | 21 | 18 | 9  | 3 | 6  | 76  | 66  | +10 |
|  | 5.   | Lazio                | 20 | 18 | 8  | 4 | 6  | 93  | 94  | -1  |
|  | 6.   | Marzotto Valdagno    | 20 | 18 | 9  | 2 | 7  | 63  | 67  | -4  |
|  | 7.   | Pirelli              | 13 | 18 | 6  | 1 | 11 | 92  | 97  | -5  |
|  | 8.   | Amatori Novara       | 12 | 18 | 5  | 2 | 11 | 69  | 102 | -33 |
|  | 9.   | DLF Trieste          | 7  | 18 | 2  | 3 | 13 | 55  | 119 | -64 |
|  | 10.  | CRDA Monfalcone (-1) | 5  | 18 | 2  | 2 | 14 | 51  | 119 | -68 |

Legenda:
      Campione d'Italia.
      Retrocesso in Serie B.
Note:
Due punti a vittoria, uno a pareggio, zero a sconfitta.
Il CRDA Monfalcone fu penalizzato di 1 punto per rinuncia.

## Risultati

### Tabellone
| 1959              | AmMo | AmNo | Crda | DlfT | Lazi | MarV | Monz | Nova | Pire | Trie |
| ----------------- | ---- | ---- | ---- | ---- | ---- | ---- | ---- | ---- | ---- | ---- |
| Amatori Modena    | –––– | 4-2  | 7-2  | 9-3  | 10-5 | 4-2  | 5-2  | 5-4  | 9-4  | 4-8  |
| Amatori Novara    | 2-9  | –––– | 6-3  | 10-5 | 5-2  | 1-4  | 4-4  | 3-7  | 4-7  | 4-3  |
| CRDA Monfalcone   | 2-7  | 2-2  | –––– | 4-3  | 4-2  | 1-3  | 6-11 | 0-5  | 2-12 | 3-6  |
| DLF Trieste       | 4-6  | 3-7  | 6-4  | –––– | 6-6  | 1-3  | 4-4  | 1-4  | 3-2  | 2-8  |
| Lazio             | 5-4  | 4-2  | 11-3 | 13-3 | –––– | 4-2  | 5-3  | 0-5  | 8-7  | 6-2  |
| Marzotto Valdagno | 5-4  | 3-1  | 4-3  | 9-5  | 6-6  | –––– | 2-5  | 4-3  | 5-3  | 2-3  |
| Monza             | 4-3  | 15-4 | 13-2 | 14-0 | 11-1 | 5-4  | –––– | 3-5  | 11-2 | 5-2  |
| Novara            | 5-2  | 14-5 | 13-2 | 6-0  | 6-6  | 6-0  | 3-3  | –––– | 8-3  | 6-1  |
| Pirelli           | 4-9  | 9-5  | 8-6  | 6-2  | 5-5  | 8-1  | 3-5  | 6-7  | –––– | 3-4  |
| Triestina         | 6-2  | 4-2  | 2-2  | 4-4  | 10-4 | 4-4  | 1-4  | 5-7  | 3-2  | –––– |

### Calendario
| Andata (1ª) | Andata (1ª) | Prima giornata                | Ritorno (10ª) | Ritorno (10ª) |
|             |             |                               |               |               |
| 28 mag.     | 2-2         | Triestina-CRDA Monfalcone     | 6-3           | 15 lug.       |
| 28 mag.     | 4-2         | Amatori Modena-Amatori Novara | 9-2           | 15 lug.       |
| 28 mag.     | 8-3         | Novara-Pirelli                | 7-6           | 15 lug.       |
| 28 mag.     | 5-4         | Monza-Marzotto Valdagno       | 5-2           | 15 lug.       |
| 28 mag.     | 13-3        | Lazio-DLF Trieste             | 6-6           | 15 lug.       |

| Andata (2ª) | Andata (2ª) | Seconda giornata        | Ritorno (11ª) | Ritorno (11ª) |
|             |             |                         |               |               |
| 30 mag.     | 2-8         | DLF Trieste-Triestina   | 4-4           | 1° ago.       |
| 30 mag.     | 3-7         | Amatori Novara-Novara   | 5-14          | 1° ago.       |
| 30 mag.     | 4-9         | Pirelli-Amatori Modena  | 4-9           | 1° ago.       |
| 30 mag.     | 6-11        | CRDA Monfalcone-Monza   | 2-13          | 1° ago.       |
| 30 mag.     | 6-6         | Marzotto Valdagno-Lazio | 2-4           | 1° ago.       |

| Andata (3ª) | Andata (3ª) | Terza giornata                 | Ritorno (12ª) | Ritorno (12ª) |
|             |             |                                |               |               |
| 6 giu.      | 1-3         | DLF Trieste-Marzotto Valdagno  | 5-9           | 8 ago.        |
| 6 giu.      | 6-3         | Amatori Novara-CRDA Monfalcone | 2-2           | 8 ago.        |
| 6 giu.      | 0-5         | Lazio-Novara                   | 6-6           | 8 ago.        |
| 6 giu.      | 4-8         | Amatori Modena-Triestina       | 2-6           | 8 ago.        |
| 6 giu.      | 11-2        | Monza-Pirelli                  | 5-3           | 8 ago.        |

| Andata (4ª) | Andata (4ª) | Quarta giornata                  | Ritorno (13ª) | Ritorno (13ª) |
|             |             |                                  |               |               |
| 13 giu.     | 4-3         | Monza-Amatori Modena             | 2-5           | 22 ago.       |
| 13 giu.     | 10-4        | Triestina-Lazio                  | 2-6           | 22 ago.       |
| 13 giu.     | 2-12        | CRDA Monfalcone-Pirelli          | 6-8           | 22 ago.       |
| 13 giu.     | 6-0         | Novara-DLF Trieste               | 4-1           | 22 ago.       |
| 13 giu.     | 3-1         | Marzotto Valdagno-Amatori Novara | 4-1           | 22 ago.       |

| Andata (5ª) | Andata (5ª) | Quinta giornata           | Ritorno (14ª) | Ritorno (14ª) |
|             |             |                           |               |               |
| 20 giu.     | 8-1         | Pirelli-Marzotto Valdagno | 3-5           | 29 ago.       |
| 20 giu.     | 5-4         | Amatori Modena-Novara     | 2-5           | 29 ago.       |
| 20 giu.     | 11-3        | Lazio-CRDA Monfalcone     | 2-4           | 29 ago.       |
| 20 giu.     | 4-4         | DLF Trieste-Monza         | 0-14          | 29 ago.       |
| 20 giu.     | 4-3         | Amatori Novara-Triestina  | 2-4           | 29 ago.       |

| Andata (6ª) | Andata (6ª) | Sesta giornata                    | Ritorno (15ª) | Ritorno (15ª) |
|             |             |                                   |               |               |
| 27 giu.     | 4-6         | DLF Trieste-Amatori Modena        | 3-9           | 5 set.        |
| 27 giu.     | 4-2         | Lazio-Amatori Novara              | 2-5           | 5 set.        |
| 27 giu.     | 3-3         | Novara-Monza                      | 5-3           | 5 set.        |
| 27 giu.     | 4-3         | Marzotto Valdagno-CRDA Monfalcone | 3-1           | 5 set.        |
| 27 giu.     | 3-4         | Pirelli-Triestina                 | 2-3           | 5 set.        |

| Andata (7ª) | Andata (7ª) | Settima giornata            | Ritorno (16ª) | Ritorno (16ª) |
|             |             |                             |               |               |
| 4 lug.      | 5-7         | Triestina-Novara            | 1-6           | 12 set.       |
| 4 lug.      | 4-2         | Amatori Modena-Marzotto     | 4-5           | 12 set.       |
| 4 lug.      | 4-3         | CRDA Monfalcone-DLF Trieste | 4-6           | 12 set.       |
| 4 lug.      | 11-1        | Monza-Lazio                 | 3-5           | 12 set.       |
| 4 lug.      | 4-7         | Amatori Novara-Pirelli      | 5-9           | 12 set.       |

| Andata (8ª) | Andata (8ª) | Ottava giornata             | Ritorno (17ª) | Ritorno (17ª) |
|             |             |                             |               |               |
| 11 lug.     | 3-2         | DLF Trieste-Pirelli         | 2-6           | 19 set.       |
| 11 lug.     | 5-4         | Lazio-Amatori Modena        | 5-10          | 19 set.       |
| 11 lug.     | 13-2        | Novara-CRDA Monfalcone      | 5-0 rin.      | 19 set.       |
| 11 lug.     | 2-3         | Marzotto Valdagno-Triestina | 4-4           | 19 set.       |
| 11 lug.     | 15-4        | Monza-Amatori Novara        | 4-4           | 19 set.       |

| \| Andata (9ª) \| Andata (9ª) \| Nona giornata \| Ritorno (18ª) \| Ritorno (18ª) \| \| \| \| \| \| \| \| 18 lug. \| 10-5 \| Amatori Novara-DLF Trieste \| 7-3 \| 26 set. \| \| 18 lug. \| 5-5 \| Pirelli-Lazio \| 7-8 \| 26 set. \| \| 18 lug. \| 2-7 \| CRDA Monfalcone-Amatori Modena \| 2-7 \| 26 set. \| \| 18 lug. \| 4-3 \| Marzotto Valdagno-Novara \| 0-6 \| 26 set. \| \| 18 lug. \| 1-4 \| Triestina-Monza \| 2-5 \| 26 set. \| |             |                                |               |               |
| Andata (9ª) | Andata (9ª) | Nona giornata                  | Ritorno (18ª) | Ritorno (18ª) |
| |             |                                |               |               |
| 18 lug. | 10-5        | Amatori Novara-DLF Trieste     | 7-3           | 26 set.       |
| 18 lug. | 5-5         | Pirelli-Lazio                  | 7-8           | 26 set.       |
| 18 lug. | 2-7         | CRDA Monfalcone-Amatori Modena | 2-7           | 26 set.       |
| 18 lug. | 4-3         | Marzotto Valdagno-Novara       | 0-6           | 26 set.       |
| 18 lug. | 1-4         | Triestina-Monza                | 2-5           | 26 set.       |

## Verdetti
| Verdetto               | Club                        |
| ---------------------- | --------------------------- |
| Campione d'Italia 1959 | Novara (12º titolo)         |
| Retrocesse in Serie B  | DLF Trieste CRDA Monfalcone |

### Squadra campione
| N° | Naz.              | Ruolo | Sportivo            |  |  |  |
| -- | ----------------- | ----- | ------------------- |  |  |  |
| ?  | Italia (bandiera) | E     | Gianpietro Aina     |  |  |  |
| ?  | Italia (bandiera) | E     | Franco Cerrina      |  |  |  |
| ?  | Italia (bandiera) | E     | Giancarlo Gallarini |  |  |  |
| ?  | Italia (bandiera) | E     | Walter Monfrinotti  |  |  |  |
| ?  | Italia (bandiera) | E     | Sergio Nanotti      |  |  |  |
| ?  | Italia (bandiera) | E     | Ferruccio Panagini  |  |  |  |
| ?  | Italia (bandiera) | E     | Renzo Zaffinetti    |  |  |  |
| ?  | Italia (bandiera) | P     | Valentino Sacchi    |  |  |  |

- Allenatore:  Federico Colombo e  Giancarlo Gallarini

## Statistiche del torneo

### Capoliste solitarie
|    | —— | —— | —— | ——    | ——    | ——    | ——    | ——    | ——    | ——    | ——    | ——    | ——    | ——  | ——     | ——     | ——     | —— |  |
|    |    |    |    | Monza | Monza | Monza | Monza | Monza | Monza | Monza | Monza | Monza | Monza |     | Novara | Novara | Novara |    |  |
|    |    |    |    |       |       |       |       |       |       |       |       |       |       |     |        |        |        |    |  |
|    |    |    |    |       |       |       |       |       |       |       |       |       |       |     |        |        |        |    |  |
| 1ª | 2ª | 3ª | 4ª | 5ª    | 6ª    | 7ª    | 8ª    | 9ª    | 10ª   | 11ª   | 12ª   | 13ª   | 14ª   | 15ª | 16ª    | 17ª    | 18ª    |    |  |

### Classifica in divenire
|                   | 1ª | 2ª | 3ª | 4ª | 5ª | 6ª | 7ª | 8ª | 9ª | 10ª | 11ª | 12ª | 13ª | 14ª | 15ª | 16ª | 17ª | 18ª |
| ----------------- | -- | -- | -- | -- | -- | -- | -- | -- | -- | --- | --- | --- | --- | --- | --- | --- | --- | --- |
| Amatori Modena    | 2  | 4  | 4  | 4  | 6  | 8  | 10 | 10 | 12 | 14  | 16  | 16  | 18  | 18  | 20  | 20  | 22  | 24  |
| Amatori Novara    | 0  | 0  | 2  | 2  | 4  | 4  | 4  | 4  | 6  | 6   | 6   | 7   | 7   | 7   | 9   | 9   | 10  | 12  |
| CRDA Monfalcone   | 1  | 1  | 1  | 1  | 1  | 1  | 3  | 3  | 3  | 3   | 3   | 4   | 4   | 6   | 6   | 6   | 5   | 5   |
| DLF Trieste       | 0  | 0  | 0  | 0  | 1  | 1  | 1  | 3  | 3  | 4   | 5   | 5   | 5   | 5   | 5   | 7   | 7   | 7   |
| Lazio             | 2  | 3  | 3  | 3  | 5  | 7  | 7  | 9  | 10 | 11  | 13  | 14  | 16  | 16  | 16  | 18  | 18  | 20  |
| Marzotto Valdagno | 0  | 1  | 3  | 5  | 5  | 7  | 7  | 7  | 9  | 9   | 9   | 11  | 13  | 15  | 17  | 19  | 20  | 20  |
| Monza             | 2  | 4  | 6  | 8  | 9  | 10 | 12 | 14 | 16 | 18  | 20  | 22  | 22  | 24  | 24  | 24  | 25  | 27  |
| Novara            | 2  | 4  | 6  | 8  | 8  | 9  | 11 | 13 | 13 | 15  | 17  | 18  | 20  | 22  | 24  | 26  | 28  | 30  |
| Pirelli           | 0  | 0  | 0  | 2  | 4  | 4  | 6  | 6  | 7  | 7   | 7   | 7   | 9   | 9   | 9   | 11  | 13  | 13  |
| Triestina         | 1  | 3  | 5  | 7  | 7  | 9  | 9  | 11 | 11 | 13  | 14  | 16  | 16  | 18  | 20  | 20  | 21  | 21  |

### Record squadre
- Maggior numero di vittorie: Novara (14)
- Minor numero di vittorie: DLF Trieste e CRDA Monfalcone (2)
- Maggior numero di pareggi: Lazio (4)
- Minor numero di pareggi: Amatori Modena (0)
- Maggior numero di sconfitte: CRDA Monfalcone (12)
- Minor numero di sconfitte: Novara (2)
- Miglior attacco: Monza (122 reti realizzate)
- Peggior attacco:  CRDA Monfalcone (51 reti realizzate)
- Miglior difesa: Novara (49 reti subite)
- Peggior difesa: DLF Trieste e CRDA Monfalcone (119 reti subite)
- Miglior differenza reti: Monza (+66)
- Peggior differenza reti: CRDA Monfalcone (-68)

### Classifica cannonieri
| Gol |  |  | Giocatore          | Squadra |
| --- |  |  | ------------------ | ------- |
| 58  |  |  | Ferruccio Panagini | Novara  |